# Château d'Allaman
Le château d’Allaman est un château médiéval, situé dans le village suisse d’Allaman, sur une esplanade dominant la route reliant Genève à Lausanne. Le Groupe Franck Muller Genève a acquis la propriété en 2022 dans l'optique d'apporter un nouveau souffle au Château en le transformant en un lieu d'exception pouvant accueillir tous types d'évènements : mariages, anniversaires, expositions artistiques, conférences...

## Histoire
L’histoire ancienne du château se confond avec celle de la seigneurie. Une famille de ministériaux, dits d’Allaman est attestée en 1219 ; ils y possédaient sans doute déjà une maison forte. Le château, en position stratégique pour le contrôle de la route du lac et celle menant à Aubonne et au Marchairuz, est nommément attesté en 1375. Mais il est assurément plus ancien, puisque des datations dendrochronologiques d’échantillons de bois trouvés dans le mur sud-est remontent aux années 1291-1292. Aux XIVe et XVe siècles, le château change plusieurs fois de mains. Il est incendié en 1530 par les Confédérés lors de l’affaire des Chevaliers de la Cuiller et en 1546 passe au notaire Jean Challet, déjà détenteur de la maison de Rochefort à Allaman. La famille de Cerjat, propriétaire dès l’année suivante, entreprend d’importants travaux, notamment la construction d'arcades sur colonnes dans la cour. La marquise Jeanne-Marguerite de Langallerie, détentrice dès 1723, procède également à des modifications, puis vers 1757 Gaspard Sellon élève sur la cour une façade monumentale, sommée d’un fronton. À l'intérieur, Jean de Sellon fait poser vers 1790 d’exceptionnels panneaux de papier peint, puis Jean-Jacques de Sellon intervient lui aussi en 1819. 
Jean-Jacques de Sellon (1782-1839), célèbre pacifiste, amateur d'architecture et de jardins, accueille au château des hôtes de marque, comme Joseph Bonaparte, l’impératrice Joséphine de Beauharnais, Hugues-Bernard Maret, Franz Liszt, George Sand, Louis Niedermeyer ou Camillo Cavour. Enfin, vers 1845, les filles de Sellon remodèlent dans le goût néogothique la face extrême de l’aile orientale.
Les archives du château sont en grande partie brûlées en 1802 par les Bourla-Papey. En 1820, le château devient le siège provisoire de la Society of Peace qui allait ensuite devenir la Société des Nations, puis l’Organisation des Nations unies. 
Aujourd’hui le château est une propriété privée ; classé monument historique en 1975. Il fut rénové entièrement rénové entre 2009 et 2015 par son propriétaire. Le château est inscrit comme bien culturel suisse d'importance nationale.

### Sources
- Site officiel du Château d'Allaman : Soirées d'entreprises, événements privées et galas
- Isabelle Roland Tevaearai, Les Papiers peints du château d'Allaman. Actes du colloque du 16 nov. 1994 (État de Vaud), Lausanne 1995.
- Paul Bissegger, Monuments d’art et d’histoire du canton de Vaud VII. Rolle et son district (Les monuments d'art et d'histoire de la Suisse 120), Berne 2012,  (ISBN 978-3-03797-029-4), 486 p. (Allaman, pp. 37-46).